# Académie malgache
L’Académie malgache est un établissement public et société savante malgache chargé de faire l’étude de la linguistique, de l’ethnologie et de la sociologie malgaches, mais aussi des questions littéraires, artistiques, historiques et scientifiques concernant Madagascar.

## Histoire

### Jusqu'à l'indépendance
Elle est créée le 23 janvier 1902 par le général Galliéni, premier gouverneur général de Madagascar, par arrêté du 23 janvier 1902. Ses publications sont : Bulletin de l’Académie Malgache et Mémoires de l’Académie Malgache.
Galliéni définissait comme objectifs à l'Académie : « L'étude approfondie, méthodique et raisonnée de la linguistique, de l'ethnologie et de la sociologie malgache ». L'arrêté constitutif désignait 12 membres, parmi lesquels deux Malgaches Rahesihanaka et Rasanjy (secrétaire général du gouvernement malgache lors de la conquête de l'île, devenu responsable des services indigènes du gouvernement général), un Anglais, le pasteur Baron, de la London Missionary Society, le pasteur Jakobsen, de la Mission norvégienne. Les sept autres membres étaient français : les R.P. Callet et Malzac, le pasteur Vernier, le docteur Villette, l'architecte Jully, les administrateurs Berthier et Julien.
Lors de la troisième séance, les réunions ont eu pour cadre le Tranovola, ancienne résidence de Radama Ier au Rova, sur la colline dominant Antananarivo.
Un arrêté du 23 juin 1902 assigne à l'Académie la mission d'être dépositaire « des documents et objets présentant un intérêt archéologique ». Un autre arrêté, daté du 15 mars 1902, étend le champ d'action de l'Académie malgache à « toutes les questions historiques, littéraires et scientifiques couvrant la Grande Île ».
En 1907, l'architecte Jully décède, il était le premier président de l'Académie. Le docteur Fontoynont assume cette charge de 1907 à 1948. Le professeur Millot assume la présidence de 1948 à 1958.

### Depuis l'indépendance
Le docteur Radaody-Ralarosy, qui succède au professeur Millot, est président de l'Académie de 1958 à 1973. Il a la charge d'appliquer la réforme de l'Académie, à la suite du décret du 16 janvier 1969. Césaire Rabenoro en devient président en 1973 et assure les manifestations du 75e anniversaire de l'Académie malgache. Trois colloques internationaux sont organisés à Antananarivo du 5 au 12 septembre 1977.
Le colloque des historiens et juristes rassemblant des personnalités telles que : Manassé Esoavelo-Mandroso, Michel Mollat, Jean Poirier, Françoise Raison-Jourde, André Haudricourt, Jacques Faublée, Louis Molet, etc.
Le colloque de linguistique et le colloque consacré aux plantes médicinales et à la thérapie du cancer, ce dernier animé par les professeurs J.M. Razafintsalama, Boiteau et Mme Rakoto-Ratsimamanga. L'Académie compte en 1977 138 membres résidents et 40 membres étrangers.
Le colloque du Centenaire organisé dans un contexte politique compliqué par le président par intérim Gabriel Ramalanjaona à la suite du décès de Césaire Rabenoro, est centré sur les questions de santé publique et notamment sur les maladies contagieuses telles la peste, la rage, la malaria et les nouvelles maladies comme le choléra, le SIDA.
Les présidents suivants sont l'économiste Rajaona Andriamananjara (de 2002 à 2016) puis le juge Raymond Ranjeva (depuis 2017).
Le 110e anniversaire est marqué en 2012 par diverses manifestations scientifiques ou à destination du grand public,,.